# Moita (freguesia)
A Freguesia de Moita, com sede na vila que lhe dá o nome, é uma freguesia portuguesa do Município da Moita com 19,48 km² de área e 17728 habitantes (censo de 2021), tendo, por isso, uma densidade populacional de 910,1 hab./km².

## Demografia
Nota: Com lugares desta freguesia foi criada pela Lei n.º 49/84,  de 31 de dezembro, a freguesia de Gaio-Rosário (876 habitantes) e pela Lei n.º 65/84, de 31 de dezembro, a freguesia de Sarilhos Pequenos (1163 habitantes)
A população registada nos censos foi:
| Distribuição da População por Grupos Etários | Distribuição da População por Grupos Etários | Distribuição da População por Grupos Etários | Distribuição da População por Grupos Etários | Distribuição da População por Grupos Etários |
| -------------------------------------------- | -------------------------------------------- | -------------------------------------------- | -------------------------------------------- | -------------------------------------------- |
| Ano                                          | 0-14 Anos                                    | 15-24 Anos                                   | 25-64 Anos                                   | > 65 Anos                                    |
| 2001                                         | 2731                                         | 2544                                         | 9370                                         | 2082                                         |
| 2011                                         | 2810                                         | 1844                                         | 9943                                         | 3056                                         |
| 2021                                         | 2538                                         | 1966                                         | 9315                                         | 3909                                         |

## Património
- Igreja Paroquial de Nossa Senhora da Boa Viagem